# Serranía Celtibérica

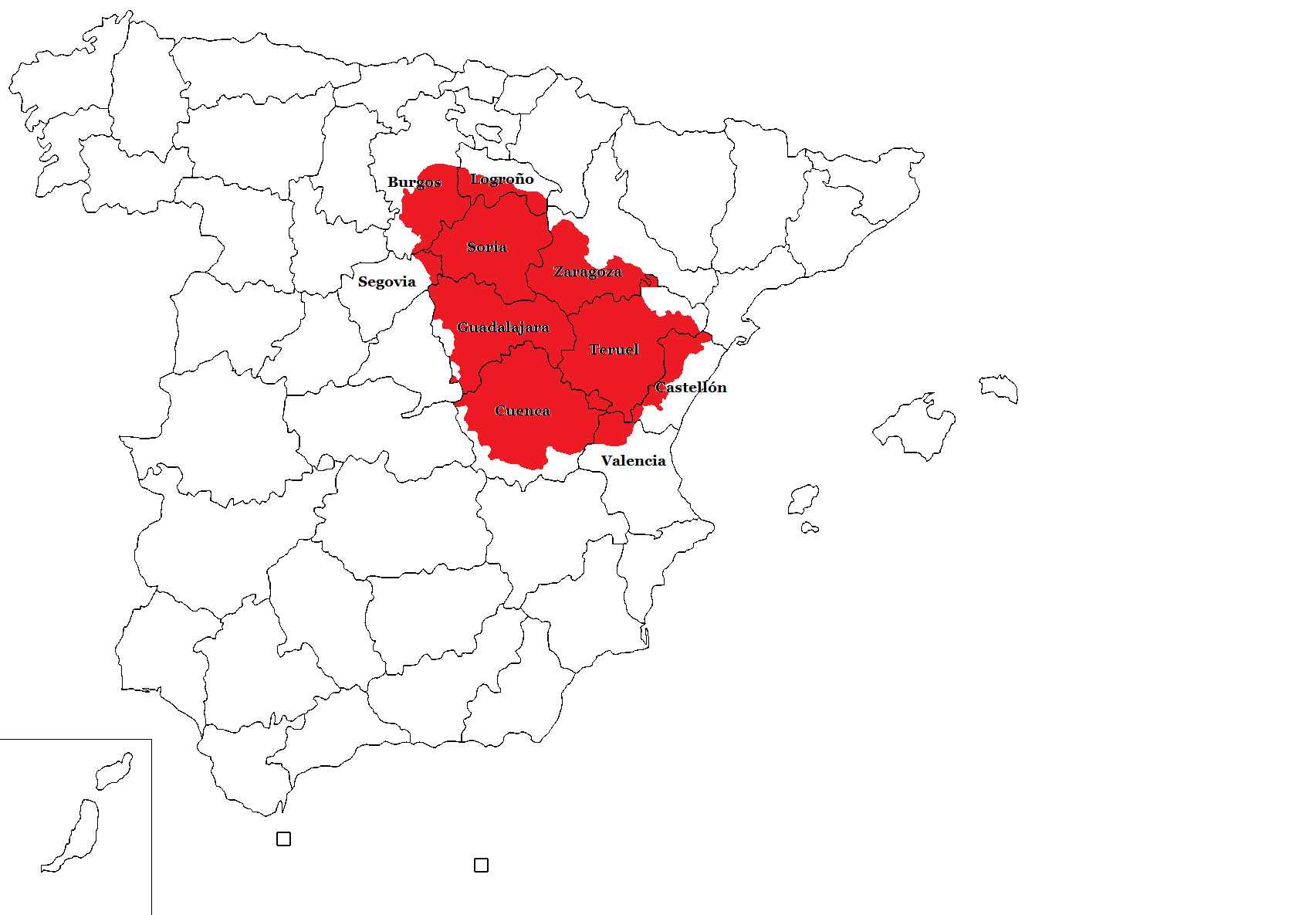
Coloreado en rojo, la Serranía Celtibérica

Serranía Celtibérica es el nombre dado a un territorio de España que abarca municipios repartidos entre diez provincias de cinco comunidades autónomas, que se corresponde a grandes rasgos con el sistema Ibérico y áreas adyacentes. Recibe su denominación de los celtíberos, pueblo prerromano que habitó la zona en la antigüedad. Debido a su escasa densidad de población, similar a la de la Laponia al norte de escandinavia, también se la denomina Laponia del Sur o Laponia española.

## Geografía
La Serranía Celtíbera abarca una superficie de 65 489 km² donde se hallan 1311 municipios repartidos entre las provincias de Teruel y Zaragoza en Aragón, Cuenca y Guadalajara en Castilla-La Mancha, Burgos, Segovia y Soria en Castilla y León, Castellón y Valencia en la Comunidad Valenciana y La Rioja. Se trata de una región interior, sin salida al mar, atravesada por el sistema Ibérico, lo cual provoca que buena parte de los municipios sean declarados como zona montañosa según los criterios de la Unión Europea. 
La escarpada orografía, la elevada altitud media o la dispersión de los núcleos de población son algunos de los factores que explican el escaso desarrollo en las infraestructuras de comunicaciones.

## Demografía
En todo este territorio, más del 76% de las localidades distan más de 45 minutos en coche de la ciudad más cercana, el 40% de los municipios superan en media de edad los 50 años y la densidad de población media es de 7,98 habitantes por km². De ahí la denominación de Laponia del Sur, ya que con la tendencia actual en pocos años la densidad de población será inferior a la de Laponia. De hecho, existen zonas, como los Montes Universales, donde la densidad es aún inferior, llegando a los 0,98 habitantes por kilómetro cuadrado.
En total hay 503.566 habitantes censados y tan solo cuatro localidades superan los 20 000 habitantes, Cuenca, Soria, Teruel y Calatayud, que contrastan con las grandes áreas metropolitanas situadas en un radio de 100 kilómetros desde los bordes de la serranía como Madrid, Valencia, Zaragoza, Bilbao o Valladolid.
Su baja densidad de población es únicamente comparable en Europa con Laponia o las Tierras Altas de Escocia, aunque a diferencia de estas dos regiones, la Serranía Celtibérica no cuenta con una división administrativa propia, sino que incluye parcialmente territorios de distintas regiones comunitarias, comunidades autónomas y provincias, lo cual dificulta la recepción de fondos europeos otorgados según todos los niveles de clasificación NUTS.